# Gūrā Jūb-e Bābā Karam
Gūrā Jūb-e Bābā Karam (persiska: گوراجوب بابا کرم) är en ort i Iran.   Den ligger i provinsen Kermanshah, i den västra delen av landet, 500 km väster om huvudstaden Teheran. Gūrā Jūb-e Bābā Karam ligger 1 538 meter över havet och antalet invånare är 125.
Terrängen runt Gūrā Jūb-e Bābā Karam är lite kuperad. Runt Gūrā Jūb-e Bābā Karam är det ganska tätbefolkat, med 60 invånare per kvadratkilometer. Närmaste större samhälle är Gahvāreh, 5,2 km öster om Gūrā Jūb-e Bābā Karam. Omgivningarna runt Gūrā Jūb-e Bābā Karam är i huvudsak ett öppet busklandskap.